# Amtsgericht Thiersheim
Das Amtsgericht Thiersheim war ein von 1879 bis 1932 bestehendes bayerisches Gericht der ordentlichen Gerichtsbarkeit mit Sitz in der Stadt Thiersheim.

## Geschichte
Das Landgericht in Thiersheim wurde im Jahr 1859 neu gebildet aus zwölf Gemeinden des Landgerichts Wunsiedel und vier Gemeinden des Landgerichts Selb. Im Jahre 1862 wurden die Verwaltungsaufgaben des Landgerichts vom neu geschaffenen Bezirksamt Wunsiedel übernommen, so dass das Landgericht nur noch für die Gerichtsbarkeit zuständig war. Mit Inkrafttreten des Gerichtsverfassungsgesetzes am 1. Oktober 1879 wurde ein Amtsgericht zu Thiersheim errichtet, dessen Sprengel aus dem vorherigen Landgerichtsbezirk Thiersheim geschaffen wurde und demnach aus den damaligen Gemeinden Arzberg, Bergnersreuth, Birkenbühl, Brand, Fischern, Grafenreuth, Haid, Höchstädt im Fichtelgebirge, Korbersdorf, Kothigenbibersbach, Röthenbach, Schirnding, Schlottenhof, Seußen, Stemmas, Thiersheim und Thierstein zusammengesetzt war. Übergeordnete Instanzen waren das Landgericht Hof und das Oberlandesgericht Bamberg.
Mit Wirkung vom 1. Juli 1932 wurde das Amtsgericht Thiersheim aufgehoben und dessen gesamter Bezirk dem Amtsgericht Wunsiedel zugewiesen.